# Гёллерсдорф
Гёллерсдорф (нем. Göllersdorf) — ярмарочная коммуна (нем. Marktgemeinde) в Австрии, в федеральной земле Нижняя Австрия. 
Входит в состав округа Холлабрун.  Население составляет 2939 человек (на 18 апреля 2008 года). Занимает площадь 59,56 км². Официальный код  —  31008.

## Политическая ситуация
Бургомистр коммуны — Йозеф Райнвайн (АНП) по результатам выборов 2005 года.
Совет представителей коммуны (нем. Gemeinderat) состоит из 21 места.
- АНП занимает 12 мест.
- СДПА занимает 8 мест.
- АПС занимает 1 место.